# Crayon Shin-chan: Chō arashi o yobu -Kinpoko no yūsha
Crayon Shin-chan: chou arashi wo yobu! kinpoko no yuusha  (クレヨンしんちゃん ちょー嵐を呼ぶ 金矛の勇者 Kureyon Shinchan: chou arashi wo yobu! kinpoko no yuusha) là một bộ phim anime công chiếu năm 2008. Đây là bộ phim thứ 16 dựa trên bộ manga và anime hài Crayon Shin-chan. Phim được công chiếu ở các rạp phim tại Nhật Bản vào ngày 19 tháng 4 năm 2008. Phim được phát sóng ở Ấn Độ trên kênh Hungama TV vào ngày 26 tháng 1 với tên gọi Shin Chan Movie: The Golden Sword.

## Phân vai
- Akiko Yajima - Nohara Shinnosuke
- Miki Narahashi - Nohara Misae
- Keiji Fujiwara - Nohara Hiroshi
- Satomi Kōrogi - Nohara Himawari
- Mari Mashiba - Kazama / Shiro
- Yui Horie - Mata Tami
- Tamao Hayashi - Nene Sakurada
- Chie Satō - Bo-chan
- Yumi Takada - Cô Yoshinaga
- Michie Tomizawa - Cô Matsuzaka
- Mitsuru Miyamoto - Makku
- Rei Sakuma - Chitai
- Takako Honda - Puririn
- Tesshō Genda - Action Kamen
- Etsuko Kozakura - Mimiko
- Chafurin - Razaya Dan
- Takeharu Onishi - Mata Dabi
- Takuo Kawamura - Aruma Jiro

## Nhạc phim

### Nhạc mở đầu
"YURU YURU DE-O!"
- Lời bài hát: Yuji Muto
- Trình bày: Akiko Yajima

### Nhạc kết thúc
"Let's go with a popular person!"